# Chinese kumquat
De Chinese kumquat (Citrus japonica, synoniem: Fortunella margarita), Nagami-kumquat of ovale kumquat is een plant uit de wijnruitfamilie. 

## Beschrijving
Het is een langzaam groeiende struik, die 2-4 m hoog wordt. Jonge takken zijn kantig en hebben soms doornen in de bladoksels. De bladeren zijn afwisselend geplaatst, glanzend, lancetvormig en tot 10 cm lang. De randen van de bladeren zijn vanaf de bladsteel tot halverwege fijn getand. De geurige, witte, tweeslachtige bloemen staan solitair of in trossen van twee tot vier stuks in de bladoksels.
De vruchten zijn ovaal of eivormig, oranje van kleur en 2-3 × 2,5-4,5 cm groot. De vrucht kan met schil worden geconsumeerd. De schil smaakt zoet. Het vruchtvlees bestaat uit drie tot zes partjes en smaakt zoetzuur. De vrucht kan tot drie witte, vrij grote zaden bevatten.

## Voorkomen
De plant komt van nature voor in het zuiden van China en wordt daarbuiten ook veel in Zuidoost-Azië gekweekt. Daarnaast worden de vruchten verbouwd in Frankrijk, Italië, Spanje, Zuid-Afrika, Brazilië en op Corfu.

## Toepassingen
Kummquats kunnen als enige citrusvrucht met  schil gegeten worden. In Europa worden niet alleen de vruchten verkocht, maar kan de Chinese kumquat ook als potplant worden gekocht.
... · 
C. aurantifolia (limoen) · 
C. aurantium (zure sinaasappel) · 
Citrus aurantium subsp. currassuviencis (laraha) · 
C. bergamia (bergamot) · 
C. ×clementina (clementine) · 
C. hystrix (papeda) · 
C. japonica (Chinese kumquat) · 
C. ×junos (yuzu) · 
C. kinokuni (cherry orange) · 
C. limon (citroen) · 
C. maxima (pompelmoes) · 
C. maxima × paradisi (pomelo) · 
C. medica (sukadeboom) · 
C. ×microcarpa (calamondin) · 
C. ×natsudaidai (amanatsu) · 
C. ×paradisi (grapefruit) · 
C. reshni · 
C. reticulata (mandarijn) · 
C. reticulata × paradisi (ugli) · 
C. reticulata 'Satsuma' (satsuma) · 
C. sinensis (sinaasappel) · 
C. sinensis 'Cara cara' (cara cara) · 
C. ×tangelo (tangelo) · 
...